# Castillo de Mirapeix
El castillo de Mirapeix era un castillo medieval navarro de la Ribera Navarra que se situaba en la frontera con Aragón. Estaba situado en las Bardenas Reales, en un cerro al este del despoblado Murillo de las Limas y a 7 kilómetros al norte de Tudela. En la Edad Media se le nombró de muy diversas formas: Mirapex, Mirapeys, Mirapeiss, Mira peiss, Mirapisce, Mira pisce o Mirapege (según la lengua romance utilizada). La Torre de Mari Juan, generalmente considerada una atalaya de vigilancia de Tudela, pertenecía a este castillo. Existen dudas sobre si se tratan del mismo edificio o no. Probablemente, la Torre de Mari Juan fue el torreón central de vigilancia del Castillo de Mirapeix.

## Historia
Se cita en primer lugar como uno de los muchos castillos de la frontera con Aragón junto con el de Murillo de las Limas. Más tarde se cita como una demarcación del de Murillo de las Limas. En 1214, parece cambiar el nombre por el de Torre de Mari Juan. En 1290, se construyó una casa en el recinto, y un horno para cocer pan para la guarnición. En 1315 se reparó la torre, que amenazaba ruina, calzando las paredes, se rehízo el horno, que se había hundido, y se arreglaron los establos. A partir de 1359 ya no volvió a tener retenencia, posiblemente por haber perdido ya su interés estratégico. En 1538, el término en el que se hallaba emplazado, llamado Mari Juan, era ya propio de la parroquia de San Jaime de Tudela. La Torre de Mari Juan se debió demoler entre 1740 y 1750, cuando el virrey conde Gages acometió la renovación de la red de caminos de Navarra. En el caso de que castillo y torre sean la misma fortificación, la demolición del Castillo de Mirapeix ocurrió también entonces. Todavía son reconocibles su planta y algunas hiladas de muro.